# 乳と卵
『乳と卵』（ちちとらん）は、川上未映子による日本の中編小説。第138回芥川賞受賞。

## 概要
芥川賞候補にもなったデビュー作『わたくし率イン歯−または世界』の第2作に当たる。本作は『文學界』2007年12月号に中編小説として掲載され、2008年に芥川賞を受賞した。同年の『文藝春秋』3月特別号に再掲された。
樋口一葉の影響を色濃く残す、改行なしで読点によって区切られ、延々と続く文体が特徴的である。芥川賞選考委員の池澤夏樹は本作の選評で「文章がよい。読んでいて声が聞こえてくるような、なめらかな大阪弁がらみ、それでいて抑制が効いた文体だった。また、母に対して口を利かない娘、その壊れた母娘が東京に来て母の妹と暮らし、最後は娘が口を利くようになり大阪に帰るというカタルシスにいたるまでの、短編としての構造が巧みだった」と絶賛した。
また、川上はブログ「純粋悲性批判」（外部リンク参照）で、たびたび本作の解説をしている。

## あらすじ
豊胸手術を受けるため、大阪から母巻子と娘の緑子が「私」の住む東京にやって来た。度重なる要因で気を病んでいて豊胸手術しか眼中にない巻子と、反抗期の緑子のコミュニケーション手段は「筆談」だった。緑子は思春期に入り初潮を迎え、胸が膨らみ、陰毛が生えて来る自分の身体への不安や巻子への批判を、日記に書いたり筆談で巻子に伝える。巻子の妹である「私」は、巻子の悩みや、親子の会話を見て心配しつづける。ある日、巻子は豊胸手術のカウンセリングを受けに行き、帰ってこなかった。それがもとで、母子間で感情をぶつけあう葛藤劇に発展する。互いに卵を頭にぶつけあい、泣きながら口論する巻子と緑子。ここに来てようやく親子に邂逅があった。

## 登場人物
巻子
緑子の母。40歳前。離婚しているので家は母子家庭。豊胸手術を受けるために緑子と共に上京した。「私」によく豊胸手術に関する相談をしていた。
緑子　
巻子の娘。思春期を迎え、情緒不安定気味。半年ほど前からまったく話すことがなくなり、以降は母の巻子にも筆談で会話している。
私（夏子）
巻子の妹。物語の語り部。巻子と緑子の仲が悪いことを心配している。